# Суперкубок Данії з футболу 1994
Суперкубок Данії з футболу 1994 — 1-й розіграш турніру. Матч відбувся 27 липня 1994 року між чемпіоном Данії «Сількеборгом» та володарем кубка Данії клубом «Брондбю».
| Володар Суперкубка Данії 1994 |
| ----------------------------- |
|                               |
| «Брондбю» Перший титул        |

## Матч

### Деталі
| 27 липня 1994 |

| Брондбю                                | 4:0 | Сількеборг |
| -------------------------------------- | --- | ---------- |
| Струдаль 49', 75' Баггер 79' Ріпер 86' |     |            |

| Брондбю, Бреннбю Глядачів: 4 105 |